# Вилья-дель-Кармен (муниципалитет)
Вилья-дель-Кармен (исп. Villa del Carmen) — муниципалитет в Уругвае. Административный центр — город Вилья-дель-Кармен.

## История
Муниципалитет образован 15 марта 2010 года.

## Состав
В состав муниципалитета входит единственный населённый пункт:
- Вилья-дель-Кармен